# Atrichopogon nigrofuscus
Atrichopogon nigrofuscus är en tvåvingeart som beskrevs av Remm 1980. Atrichopogon nigrofuscus ingår i släktet Atrichopogon och familjen svidknott. Inga underarter finns listade i Catalogue of Life.